# Gyachung Kang
Il Gyachung Kang è una montagna del Mahalangur Himal, una catena montuosa dell'Himalaya, ed è la vetta più alta compresa tra il Cho Oyu (8.201 m) e l'Everest (8.848 m).
Si trova sul confine tra Nepal e Tibet e si tratta della quindicesima vetta più alta della terra. In coabitazione col Gasherbrum III è anche la vetta più alta che non appartiene agli Ottomila, ed il fatto che sia esclusa da questa speciale classifica la rende poco nota. Eppure raggiunge un'altezza di ben 7.952 metri sul livello del mare, solo 75 metri in meno del più basso degli ottomila.
La montagna è stata scalata la prima volta il 10 aprile 1964 da Y. Kato, K. Sakaizawa e Pasang Phutar e nella giornata successiva da K. Machida e K. Yasuhisa. La parete nord è stata scalata nel 1999 da una spedizione slovena, impresa ripetuta da Yasushi Yamanoi nel 2002.